# Viande de castor

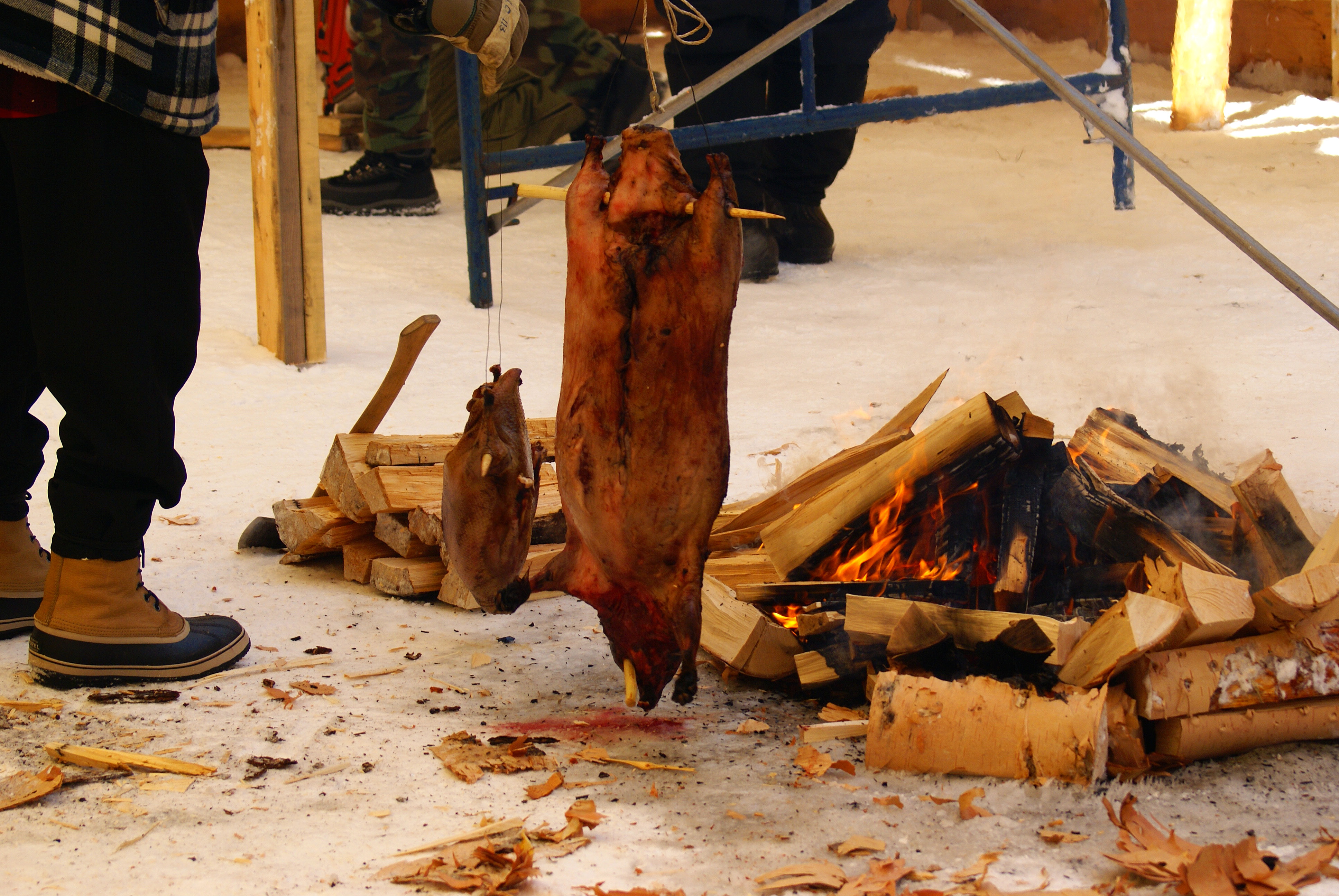
Castor à la broche rôti au feu de bois, au Canada.

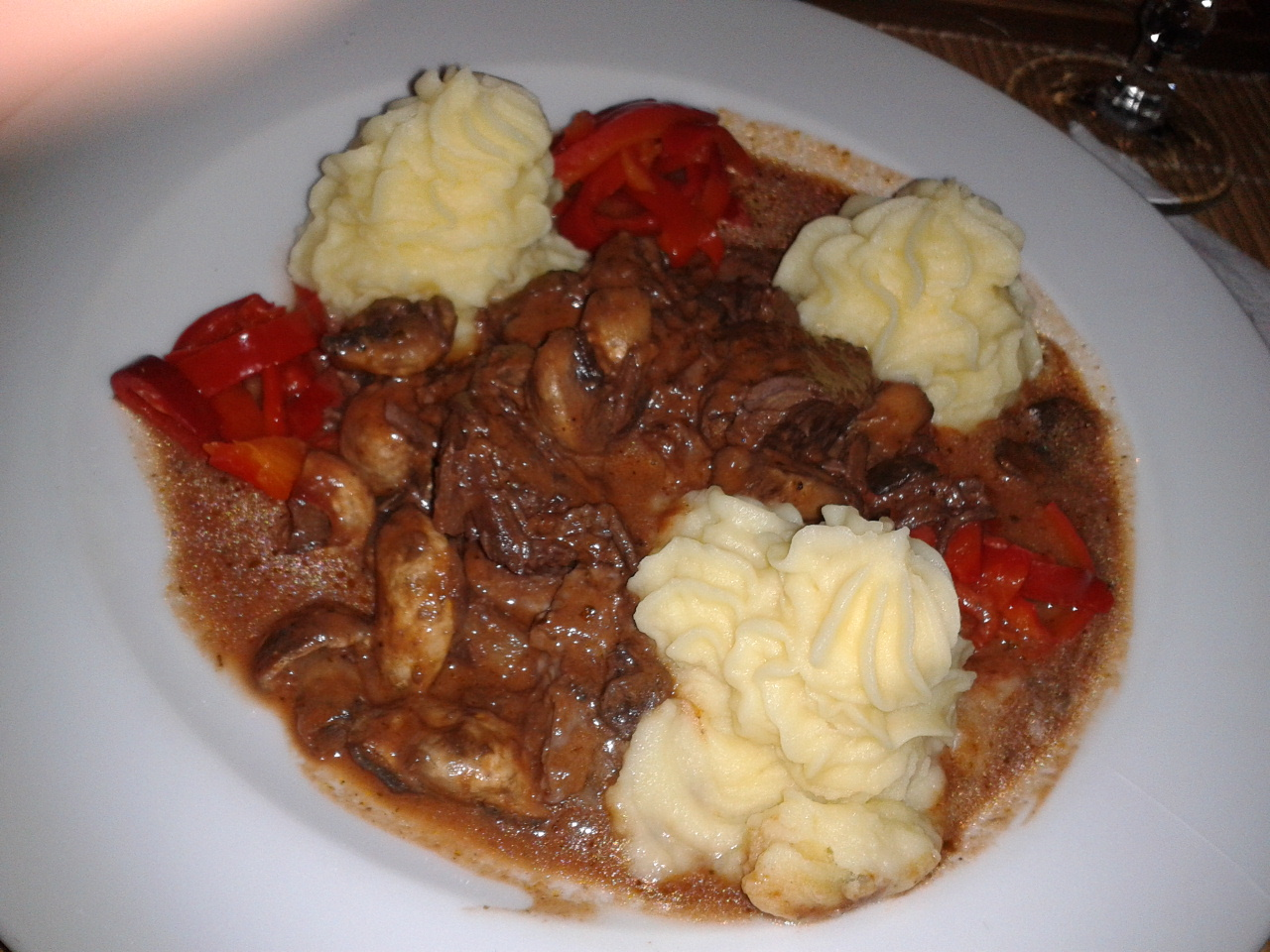
Ragoût de castor en Lituanie.

La viande de castor est l'ensemble des parties comestibles du Castor (espèces Castor fiber en Eurasie et Castor canadensis en Amérique du Nord) utilisées pour l'alimentation humaine.
De nombreuses recettes existent car la viande de castor était un mets apprécié à la fois en Amérique par les Amérindiens et en Europe depuis au moins l'Antiquité. Pour l'Église, il s'agissait[Quand ?] d'un poisson, ce qui autorisait sa consommation pendant les jours maigres.
La viande de castor est particulièrement riche en protéines. Rôtie, elle est un excellent apport de vitamine B, ainsi que de fer et de vitamine A en ce qui concerne le foie cru. Elle est également peu grasse (environ 10 % de matières grasses), à l'exception de la queue et des pattes.
Introduit en Terre de Feu en 1946 où il est devenu commun, le castor est depuis consommé également en Argentine et au Chili.
Des ossements trouvés dans la Caune de l'Arago (Pyrénées-Orientales, France) montrent que l'Homme de Tautavel chassait et dépeçait le castor fiber, pour se nourrir, il y a plus de 400 000 ans.